# Bambiderstroff
Bambiderstroff – miejscowość i gmina we Francji, w regionie Grand Est, w departamencie Mozela.
Według danych na rok 1990 gminę zamieszkiwało 885 osób, a gęstość zaludnienia wynosiła 80 osób/km² (wśród 2335 gmin Lotaryngii Bambiderstroff plasuje się na 404. miejscu pod względem liczby ludności, natomiast pod względem powierzchni na miejscu 531.).